# Ogden L. Mills
Ogden Livingston Mills, Jr., född 23 augusti 1884 i Newport, Rhode Island, USA, död 11 oktober 1937 i New York, var en amerikansk republikansk politiker.
Han avlade 1904 grundexamen vid Harvard University och 1907 juristexamen vid Harvard Law School. Han inledde 1908 sin karriär som advokat i New York.
Han var delegat till republikanernas partimöten 1912, 1916 och 1920. Han var ledamot av delstatens senat i New York 1914-1917 och deltog sedan i första världskriget som kapten i United States Army. Han var ledamot av USA:s representanthus 1921-1927.
Han tjänstgjorde som biträdande finansminister 1927-1932 och som USA:s finansminister 1932-1933. Han var en kritiker av New Deal och framhävde sina åsikter i två böcker: What of Tomorrow (1935) och The Seventeen Million (1937). Han dog i New York City och hans grav finns i Hyde Park, New York.